# Pisa
Pisa ist eine Stadt in Italien, gelegen in der Toskana am Arno nahe dessen Mündung in das Ligurische Meer. Im Mittelalter und in der frühen Neuzeit war Pisa als Republik Pisa ein Stadtstaat und eine der Seerepubliken und ist heute mit 89.117 Einwohnern (Stand 31. Dezember 2023) Hauptstadt der Provinz Pisa.
Wahrzeichen ist der als Schiefer Turm von Pisa bekannte Campanile des Doms auf der Piazza dei Miracoli im Norden des Stadtzentrums. Mittelpunkt der historischen Viertel San Martino, Santa Maria, San Francesco und Sant’Antonio ist die zentrale Arno-Brücke, die Ponte di Mezzo.
Neben der Universität Pisa haben unter anderem die Scuola Normale Superiore und die Scuola Superiore Sant’Anna, Elitehochschulen des italienischen Staates, ihren Sitz in Pisa. Mit etwa 40.000 Personen bildet die Gruppe der Studenten fast die Hälfte der Einwohnerschaft und prägt nicht unwesentlich die Atmosphäre der Stadt. Des Weiteren spielt der Tourismus eine erhebliche Rolle.

## Geschichte

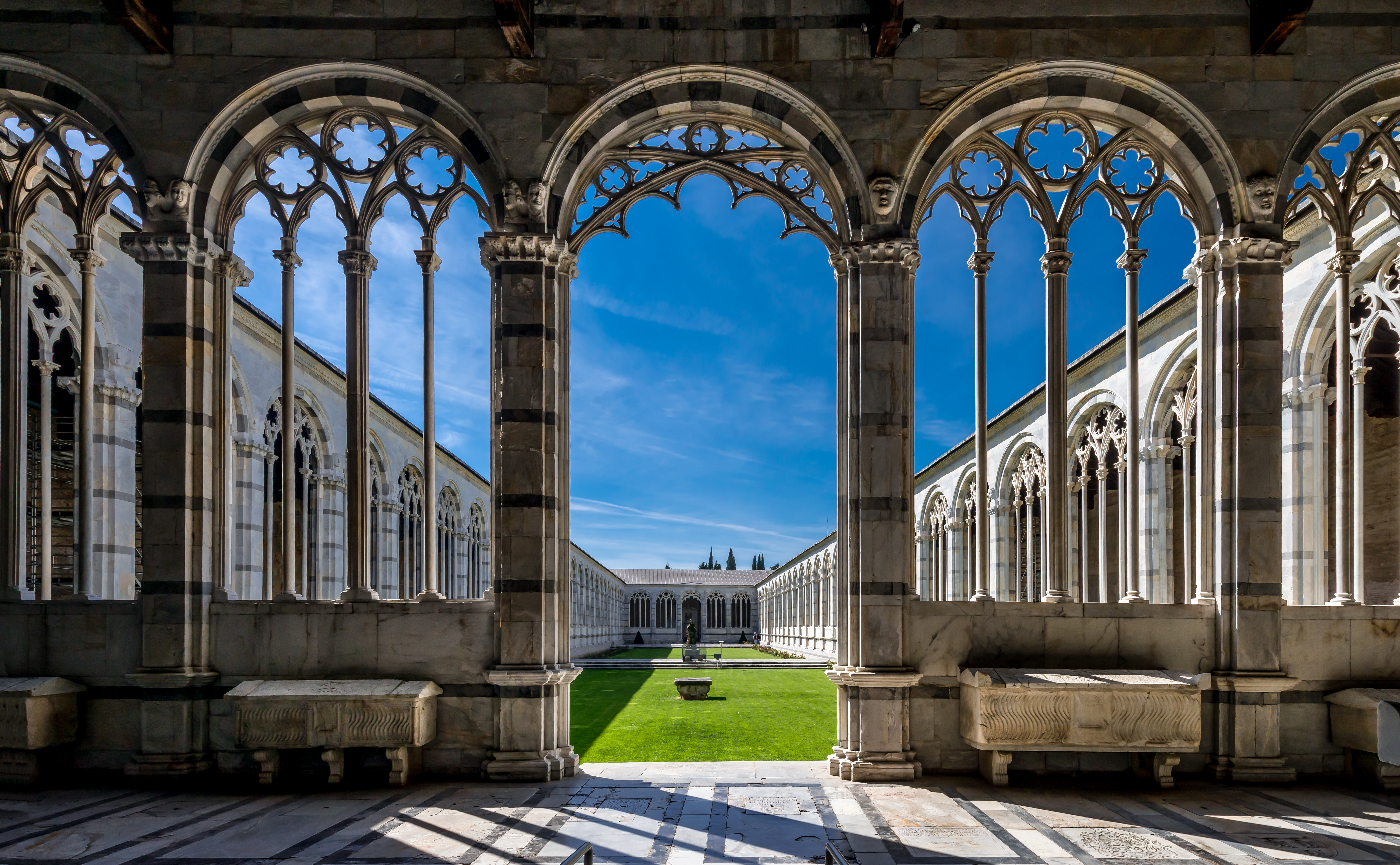
Camposanto Monumentale

Im Mittelalter war Pisa eine der vier Seefahrerrepubliken Italiens (neben Genua, Amalfi und Venedig). Zudem stand die Stadt in Konkurrenz mit den toskanischen Nachbarrepubliken Lucca, Florenz und Siena. Schließlich verlor die Republik Pisa 1406 ihre Unabhängigkeit an Florenz. In dieser Zeit hat sich das Pisanische, eine besondere Stadtsprache, entwickelt, die bis heute gesprochen wird und die auch über eine noch lebendige Schreibtradition (Scripta) verfügt.
Bekannt wurde Pisa auch durch das Konzil von Pisa im Jahre 1409, das durch die Wahl Alexander V. und dessen Nachfolger Johannes XXIII. versuchte, das Abendländische Schisma zu beenden, es jedoch nur verschlimmerte, so dass es plötzlich drei Päpste, einen in Rom, einen in Avignon und eben einen in Pisa, zugleich gab.
Berühmte Söhne der Stadt waren Galileo Galilei, nach dem der Flughafen von Pisa benannt ist, und Leonardo Fibonacci (Leonardo von Pisa), einer der bedeutendsten Mathematiker des Mittelalters.

## Sehenswürdigkeiten
- Gebäudeensemble auf der Piazza del Duomo
  - Der Schiefe Turm von Pisa (ital. Torre pendente)
  - Dom Santa Maria Assunta
  - Baptisterium (Taufhaus)
  - Camposanto Monumentale (deutsch: monumentaler Friedhof)
- Palazzo della Sapienza, Hauptsitz der juristischen Fakultät der Universität Pisa
- Die Kirche Santa Maria della Spina
- Die Kirche San Paolo a Ripa d’Arno
- Die Kirche Santo Sepolcro (Nachbau der Grabeskirche)
- Piazza dei Cavalieri
- Botanischer Garten (1543 gegründet)[2]

### In der Umgebung
- Basilika San Piero a Grado

## Galerie

Baptisterium am Dom zu Pisa
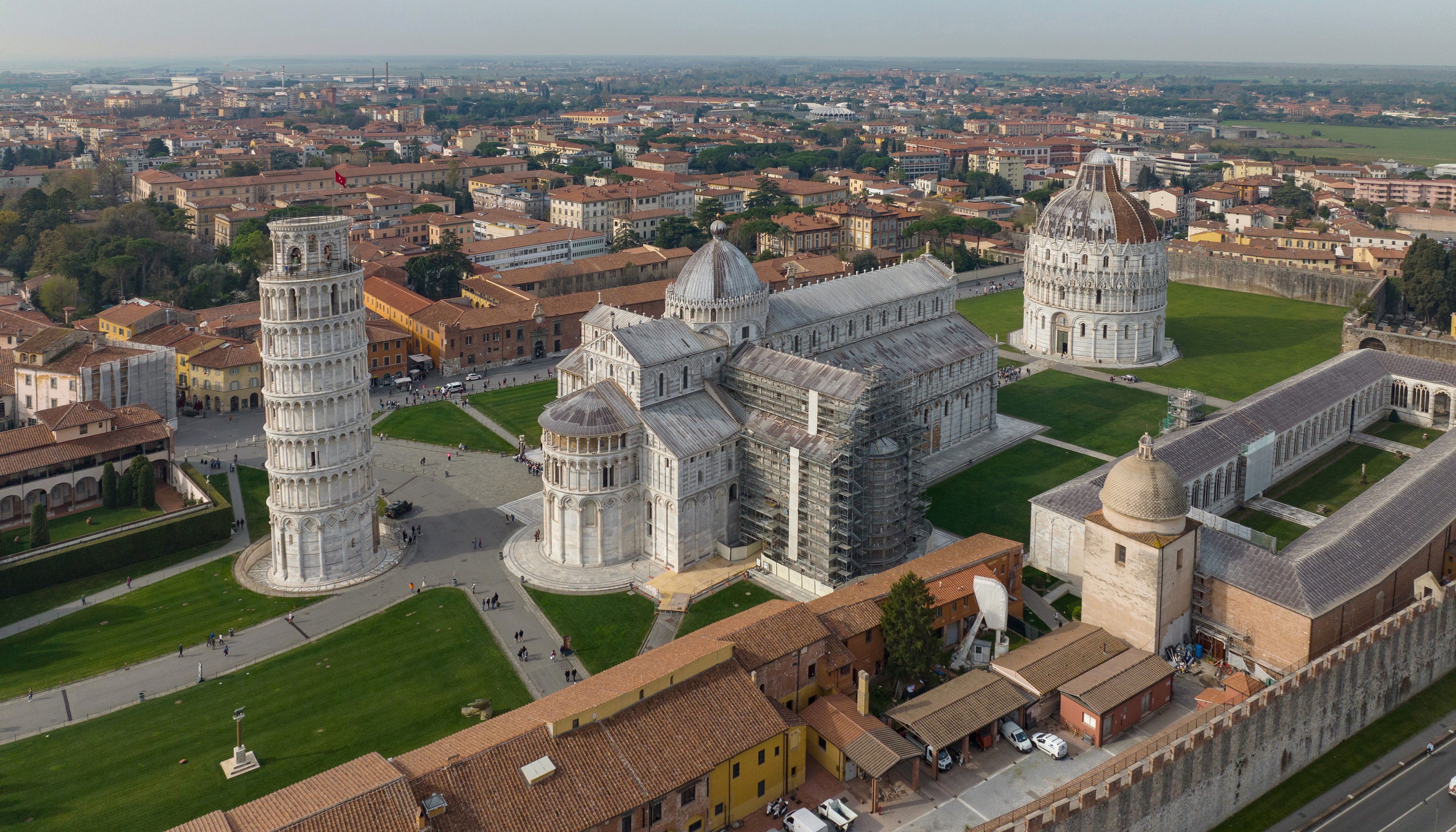
Campo dei Miracoli
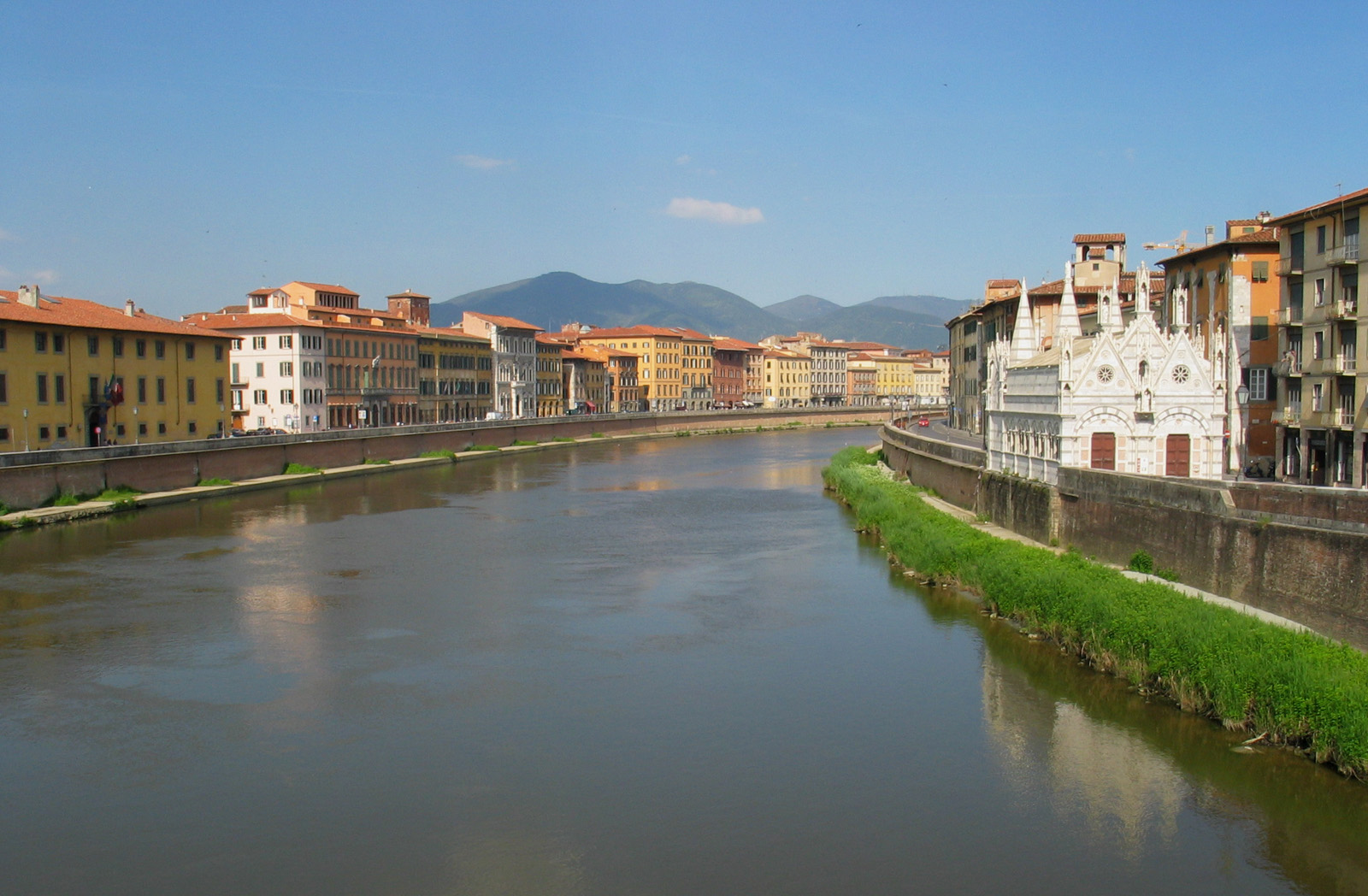
Arno mit Oratorium Santa Maria della Spina
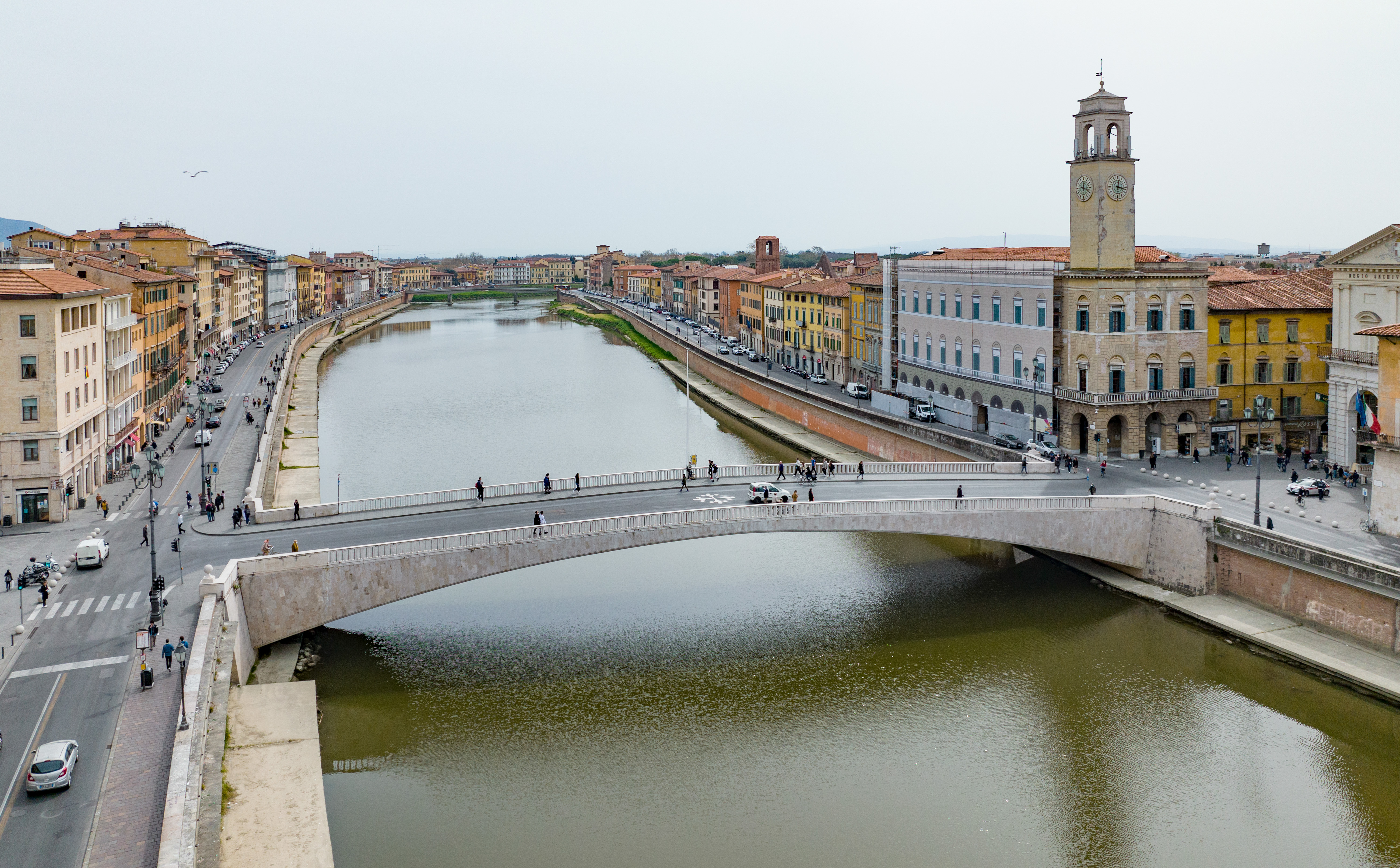
Lungarno (längs des Arno) mit Ponte di Mezzo
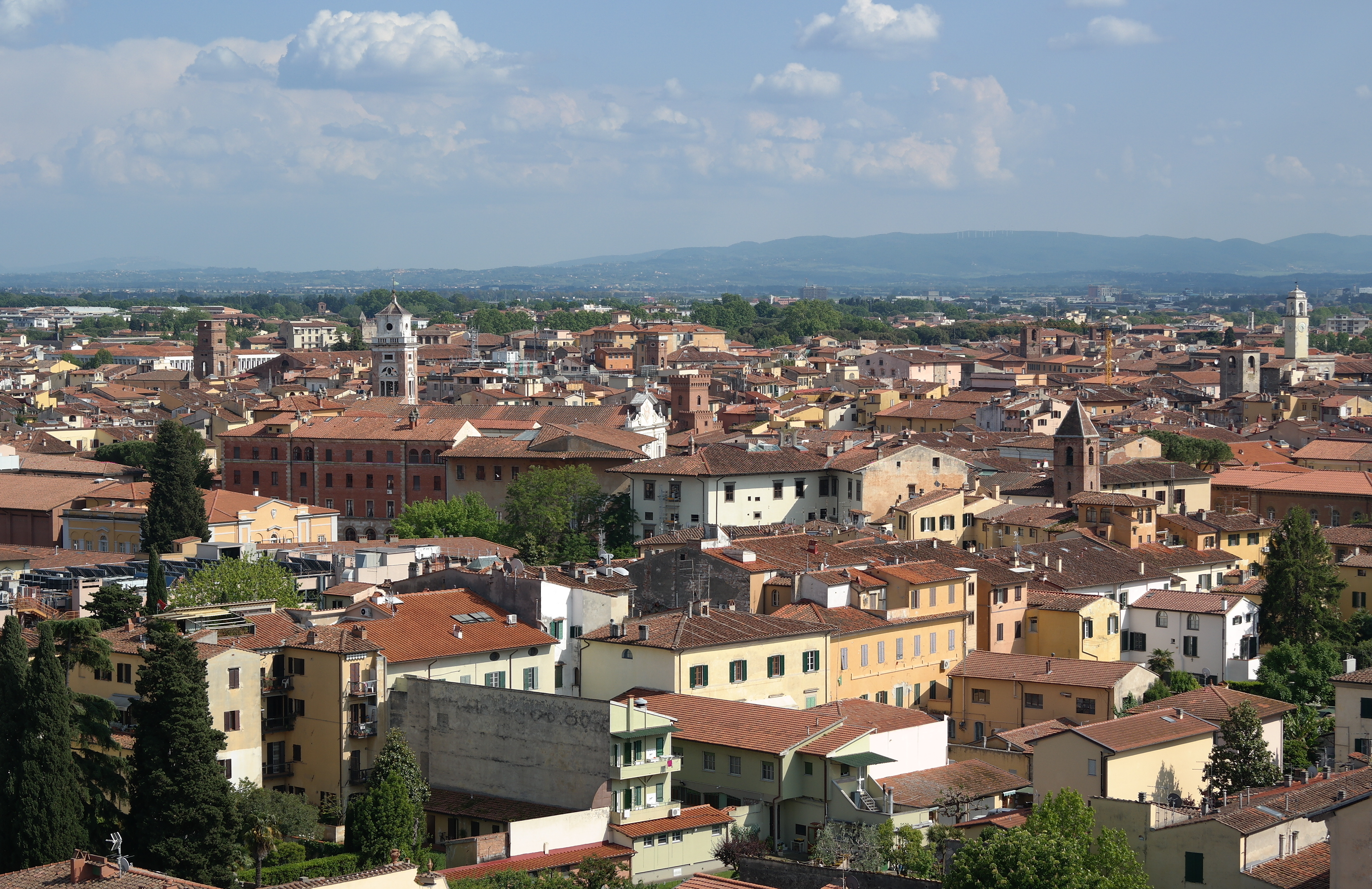
Blick vom Schiefen Turm von Pisa
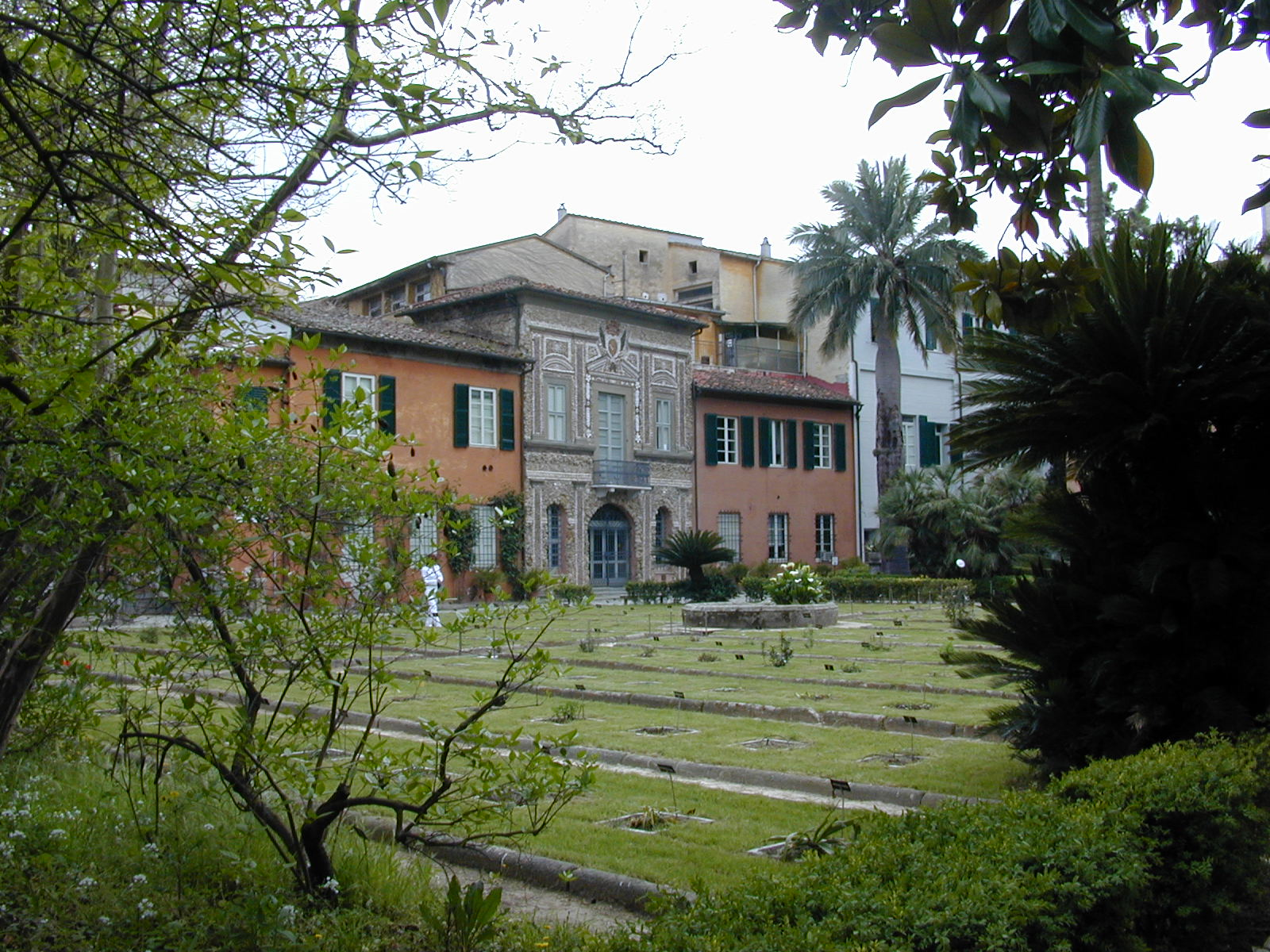
Botanischer Garten
Taufkirche, Dom, Schiefer Turm von Pisa
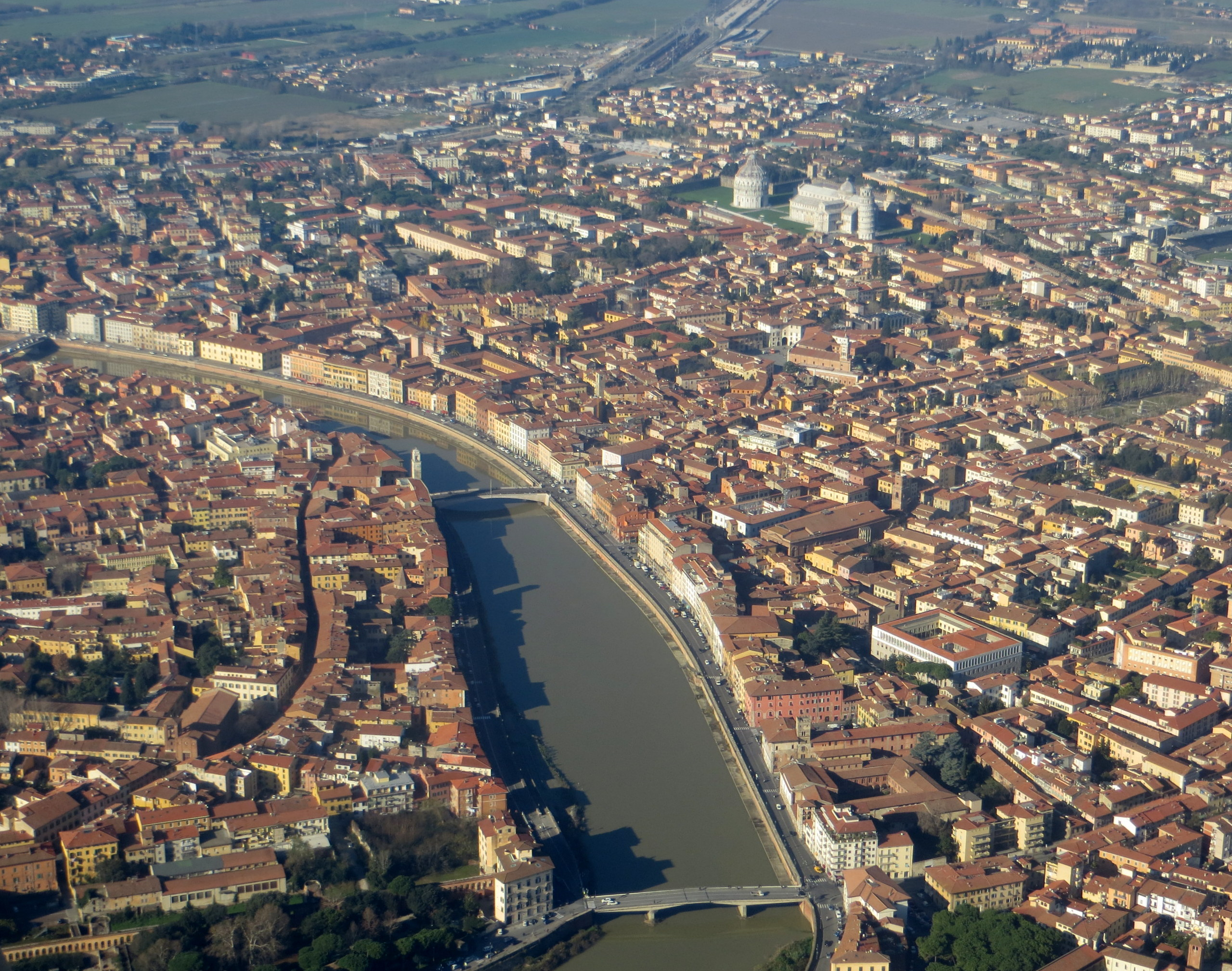
Luftbild von Pisa mit Blick auf den Arno
- Impressionen 2003

## Museen
Museo dell’Opera del Duomo, Piazza dei Miracoli
Hier werden unter anderem die originalen Skulpturen von Niccolò Pisano, Giovanni Pisano und Tino di Camaino aus dem Dom sowie der Domschatz ausgestellt.
Museo delle Sinopie, Piazza dei Miracoli
In dem Museum werden Sinopien von Fresken für den Camposanto Monumentale ausgestellt, darunter Vorzeichnungen von Francesco Traini, Buffalmaco, Benozzo Gozzoli, Andrea di Bonaiuto, Antonio Veneziano, Spinello Aretino.
Museo Nazionale di San Matteo, Lungarno / Piazza San Matteo in Soarta
Das Museum enthält eine reiche Sammlung pisanisch-toskanischer Kunst vom 12. bis zum 17. Jahrhundert, darunter ein Polyptychon von Simone Martini, Pisaner Skulptur vom 12. bis zum 14. Jahrhundert, illuminierte Handschriften vom 12. bis zum 14. Jahrhundert, sowie eine umfangreiche Sammlung antiker, Pisaner und orientalischer Keramik.
Palazzo Blu, Lungarno Gambacorti 9
Der teils mit originalen Möbeln eingerichtete Palazzo beherbergt die Sammlung der Cassa di Risparmio, Pisa. Einen Schwerpunkt der Sammlung bildet die toskanische Malerei des 14. Jahrhunderts, wie Taddeo di Bartolo, Francesco Neri da Volterra, Agnolo Gaddi und Cecco di Pietro. Gezeigt werden außerdem Bilder von Orazio Gentileschi und dessen Tochter Artemisia, Porträts der Roncioni-Familie von Jean-Baptiste Desmarais (1756–1813), Palmiro Bardotti, Giovanni Battista Tempesti (1729–1804), Pietro Benvenuti (1769–1844) und Luigi Gioli (1854–1947).
In der Skulpturensammlung befinden sich unter anderem Darstellungen von Christus als Schmerzensmann (Cristo in Pietà) von Nino di Andrea Pisano und von Benedetto Buglioni.
Die Grafik-Sammlung umfasst Objekte vom 16. Jahrhundert bis zur Gegenwart, darunter Veduten von Pisa.
Museo degli Strumenti per il Calcolo, Via Nicola Pisano 25
Ein Museum zur Geschichte der Informatik und elektronischen Datenverarbeitung. Zu sehen sind auch antike Rechenmaschinen und Werkzeuge früher Wissenschaftler.
Museo delle navi antiche di Pisa, Via Ranuccio Bianchi Bandinelli
Ein Museum am Ausgrabungsplatz römischer Schiffe. Ausgegraben wurden Teile der antiken etruskisch-römischen Hafenanlagen, ca. 30 Schiffe aus dem 3. Jh. v. Chr. bis zum 7. Jh. n. Chr., teils mit Ladung.

## Wichtige Feste
Bereits seit Ende des 14. Jahrhunderts ist belegt, dass am letzten Sonntag im Juni das Gioco del Ponte ['dʒɔko del 'ponte] gefeiert wird. Hierbei versuchen besonders starke Männer der Viertel nördlich des Arno (Tramontana, umfasst die Viertel Santa Maria, San Francesco, San Michele, Mattaccini (Porta a Lucca), Satiri (Portanuova-Cep) und Calci), einen sieben Tonnen schweren Wagen über den Ponte di Mezzo auf die südliche Hälfte zu schieben. Die südlichen Stadtviertel des Mezzogiorno (Sant’Antonio, San Martino, San Marco, Delfini (Marina di Pisa und Tirrenia), Leoni (Porta Fiorentina, Riglione und Putignano) und Dragoni (Porta a Mare und San Piero a Grado)) versuchen dieses zu verhindern und den Wagen in den Norden zu befördern.

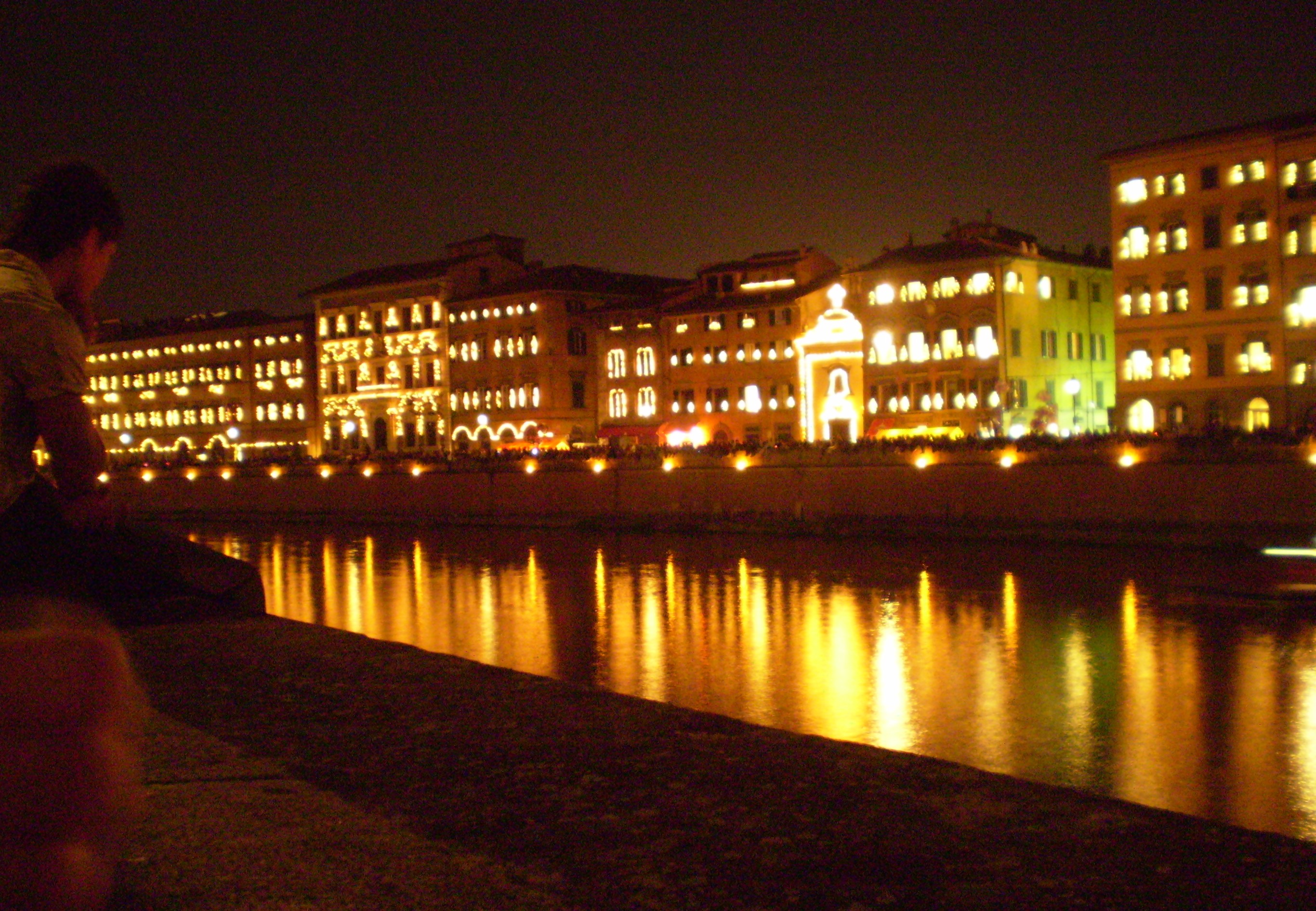
Luminara

Dem Stadtheiligen San Ranieri, dessen Überreste im Dom aufbewahrt werden, sind gleich zwei Feste gewidmet. Am 16. Juni, dem Vorabend des Tages von San Ranieri, findet jedes Jahr die Luminara statt. Alle elektrischen Lichter entlang des Arnos werden gelöscht, und Tausende von Kerzen in und um die Fenster sowie in großen Gestellen tauchen den Arno und die umgebenden Promenaden in ein zauberhaftes Licht.
Am 17. Juni findet die Regata di San Ranieri statt. Alle Stadtviertel – San Martino und Sant’Antonio (südlich), San Francesco und Santa Maria (nördlich) – senden je ein Ruderteam aus, das auf der zwei Kilometer langen Strecke mit Ziel im Stadtzentrum versucht, die anderen hinter sich zu lassen.

## Verkehr

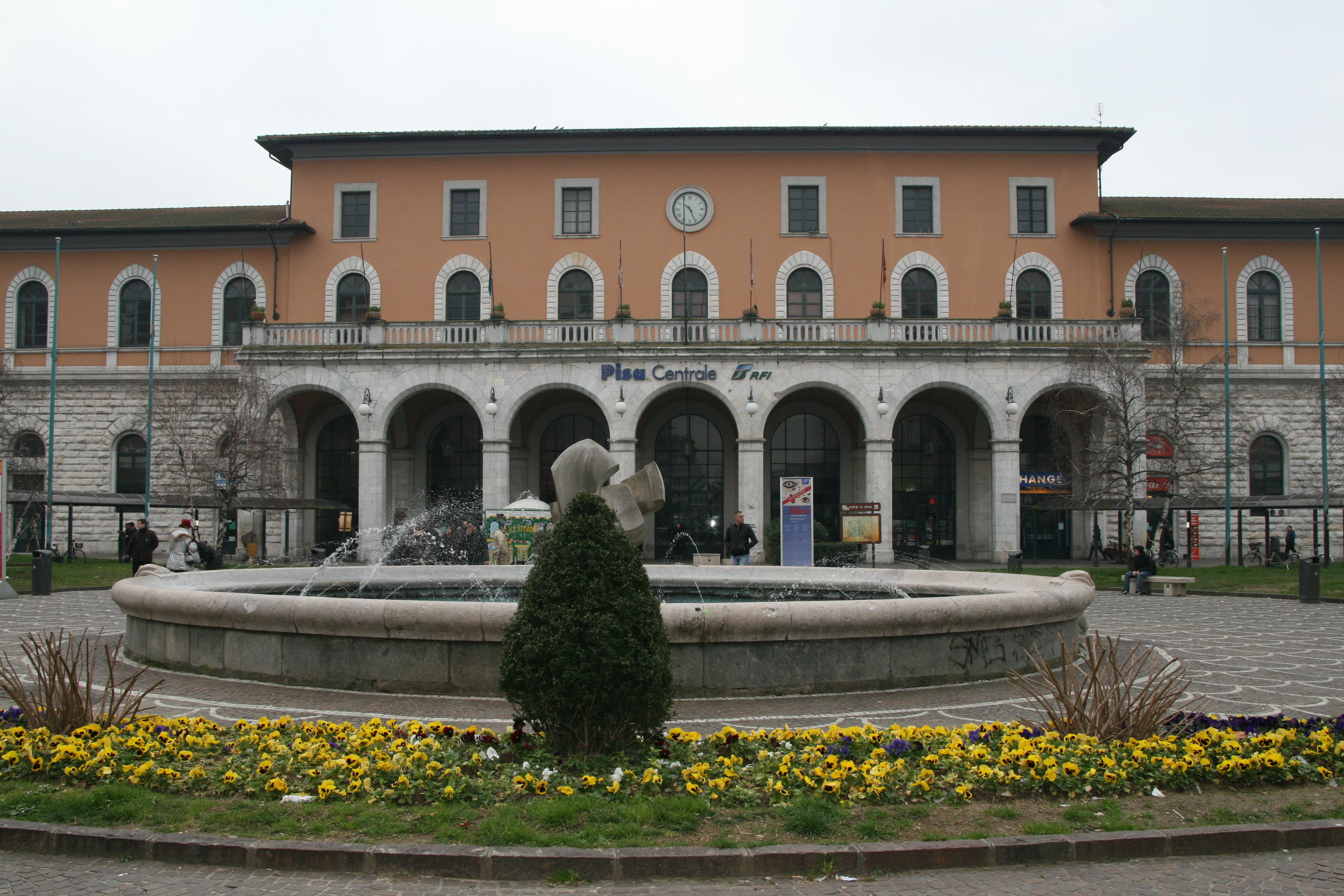
Bahnhof Pisa Centrale

Pisa hat mit dem internationalen Flughafen Galileo Galilei zwei Kilometer südlich der Innenstadt den wichtigsten Flughafen Mittelitaliens. Neben dem Bahnhof im Zentrum (Pisa Centrale), von dem aus man La Spezia, Livorno und den Hafen Livorno, Lucca, Genua, Mailand, Turin, Rom, Salerno, Neapel und Florenz erreichen kann, ist der Bahnhof Pisa San Rossore im Nordwesten der zweitgrößte Bahnhof der Stadt.
Die Schnellstraße SGC FI-PI-LI verbindet Florenz (Fi[renze]), Pisa (Pi) und Livorno (Li).

## Politik
Seit dem 27. Juni 2018 ist Michele Conti Bürgermeister von Pisa. Er kandidierte für das Mitte-Rechts-Bündnis angeführt von der Lega (Nord) und ist der erste rechte Bürgermeister in der Geschichte der Stadt.

## Städtepartnerschaften
Pisa unterhält mit folgenden Städten Gemeindepartnerschaften:
- Unna, Deutschland
- Angers, Frankreich
- Akkon, Israel
- Niles, USA
- Coral Gables, USA
- Kolding, Dänemark
- Santiago de Compostela, Spanien
- Rhodos, Griechenland
- Iglesias, Italien
- Jericho, Palästinensische Autonomiegebiete

## Persönlichkeiten
Bekannte Persönlichkeiten der Stadt sind in der Liste von Persönlichkeiten der Stadt Pisa aufgeführt.

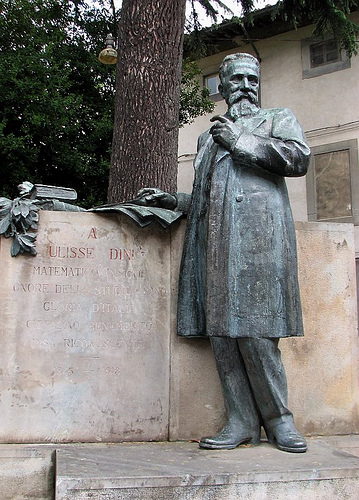
Denkmal für Ulisse Dini
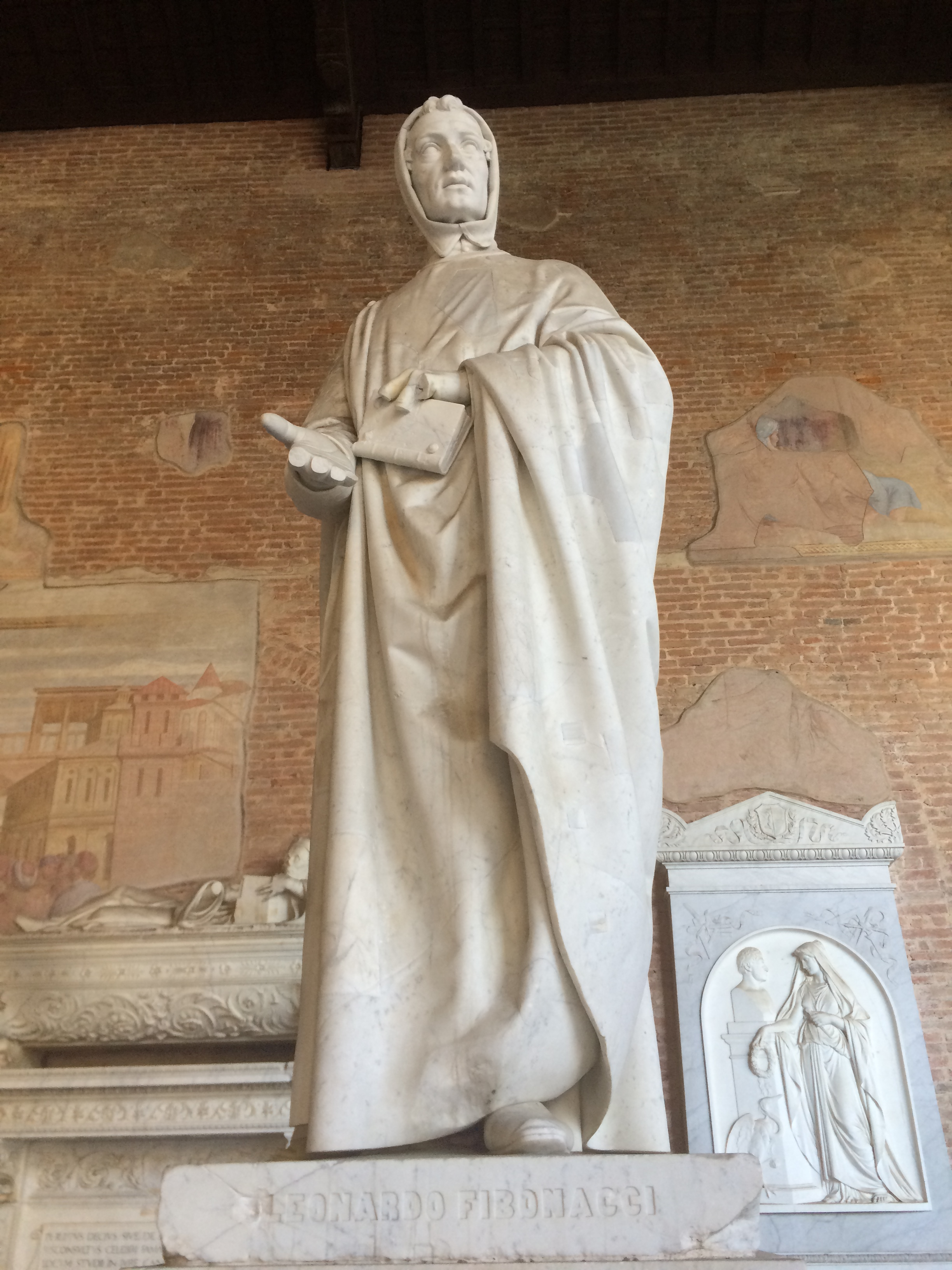
Denkmal für Leonardo Fibonacci am Camposanto Monumentale
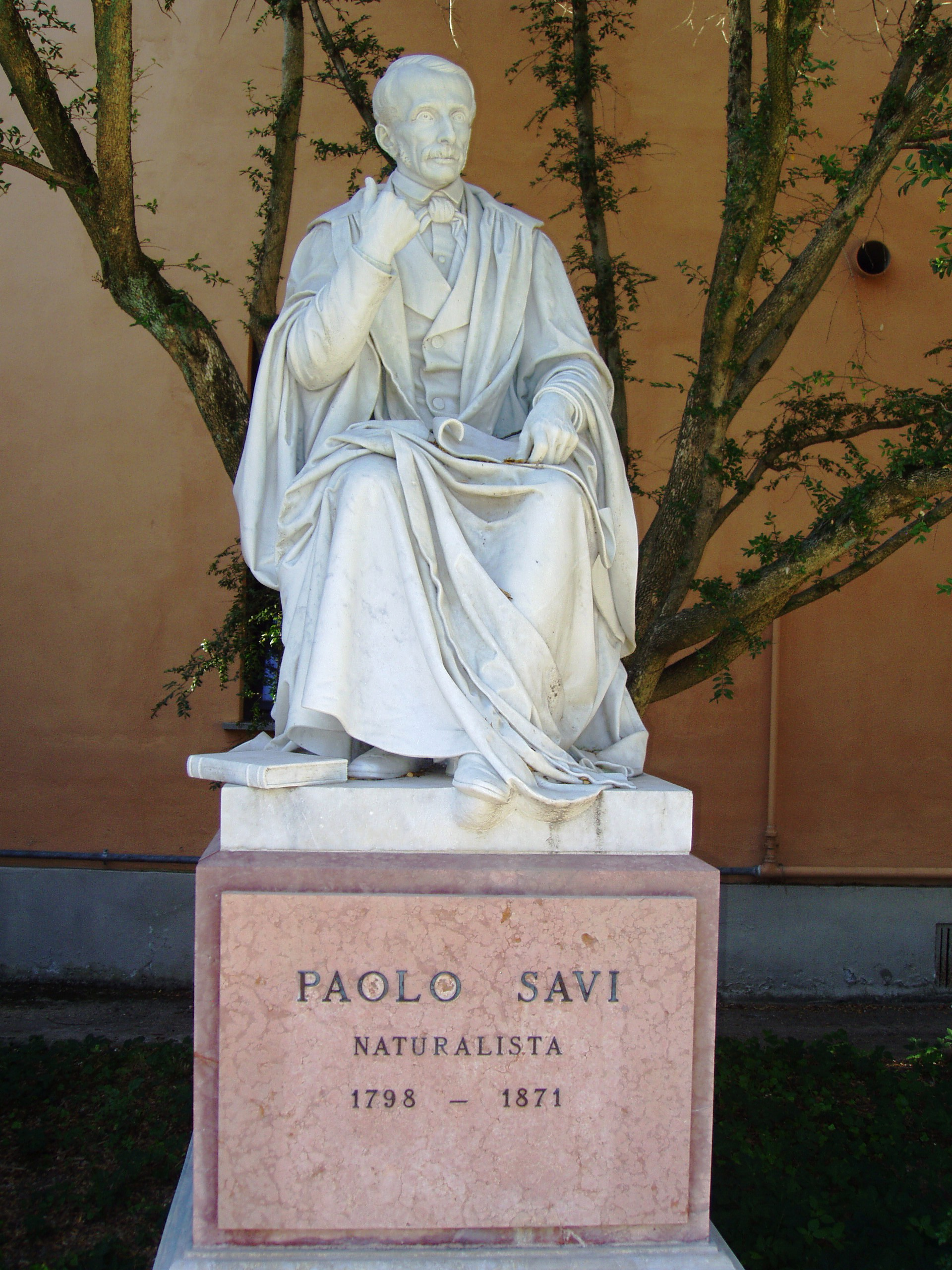
Denkmal für Paolo Savi im Botanischen Garten

## Ortsteile
- Marina di Pisa
- Tirrenia
- Calambrone
- Barbaricina
- Riglione
- Oratoio
- Putignano
- San Piero a Grado
- Coltano
- Sant’Ermete

## Klimatabelle
|                       | Jan  | Feb  | Mär  | Apr  | Mai  | Jun  | Jul  | Aug  | Sep   | Okt   | Nov   | Dez  |   |       |
| Mittl. Tagesmax. (°C) | 11,4 | 12,6 | 15,2 | 17,8 | 22,2 | 26,0 | 29,4 | 29,5 | 25,7  | 20,9  | 15,3  | 11,8 | ⌀ | 19,9  |
| Mittl. Tagesmin. (°C) | 2,2  | 2,5  | 4,4  | 7,2  | 10,7 | 14,1 | 16,7 | 17,2 | 14,3  | 10,7  | 6,1   | 3,4  | ⌀ | 9,2   |
|                       |      |      |      |      |      |      |      |      |       |       |       |      |   |       |
| Niederschlag (mm)     | 63,4 | 57,5 | 59,8 | 89,1 | 61,5 | 47,8 | 25,4 | 49,4 | 101,5 | 140,3 | 123,5 | 74,4 | Σ | 893,6 |
|                       |      |      |      |      |      |      |      |      |       |       |       |      |   |       |
| Regentage (d)         | 8,1  | 7,2  | 7,6  | 9,7  | 7,3  | 5,2  | 2,5  | 3,6  | 6,3   | 8,8   | 9,4   | 8,5  | Σ | 84,2  |

| 2,2 |

| 2,5 |

| 4,4 |

| 7,2 |

| 10,7 |

| 14,1 |

| 16,7 |

| 17,2 |

| 14,3 |

| 10,7 |

| 6,1 |

| 3,4 |

| 2,2 |

| 2,5 |

| 4,4 |

| 7,2 |

| 10,7 |

| 14,1 |

| 16,7 |

| 17,2 |

| 14,3 |

| 10,7 |

| 6,1 |

| 3,4 |